# Гагнеф (комуна)
Комуна Гагнеф (швед. Gagnefs kommun) — адміністративно-територіальна одиниця місцевого самоврядування, що розташована в лені Даларна у центральній Швеції.
Гагнеф 138-а за величиною території комуна Швеції. Адміністративний центр комуни — місто Юрос.

## Населення
Населення становить 108 027 чоловік (станом на вересень 2012 року). 
| Кількість населення комуни Гагнеф за 1970-2010 роки | Кількість населення комуни Гагнеф за 1970-2010 роки | Кількість населення комуни Гагнеф за 1970-2010 роки | Кількість населення комуни Гагнеф за 1970-2010 роки | Кількість населення комуни Гагнеф за 1970-2010 роки |
| --------------------------------------------------- | --------------------------------------------------- | --------------------------------------------------- | --------------------------------------------------- | --------------------------------------------------- |
| Рік                                                 |                                                     |                                                     | Населення                                           |                                                     |
| 1970                                                | 1970                                                |                                                     | 8 190                                               | 8 190                                               |
| 1975                                                | 1975                                                |                                                     | 9 122                                               | 9 122                                               |
| 1980                                                | 1980                                                |                                                     | 9 842                                               | 9 842                                               |
| 1985                                                | 1985                                                |                                                     | 9 877                                               | 9 877                                               |
| 1990                                                | 1990                                                |                                                     | 10 453                                              | 10 453                                              |
| 1995                                                | 1995                                                |                                                     | 10 487                                              | 10 487                                              |
| 2000                                                | 2000                                                |                                                     | 10 075                                              | 10 075                                              |
| 2005                                                | 2005                                                |                                                     | 10 131                                              | 10 131                                              |
| 2010                                                | 2010                                                |                                                     | 10 097                                              | 10 097                                              |
| Джерело: SCB                                        |                                                     |                                                     |                                                     |                                                     |

## Населені пункти
Комуні підпорядковано 8 міських поселень (tätort) та низка сільських, більші з яких:
- Юрос (Djurås)
- Мукф'єрд (Mockfjärd)
- Гагнеф (Gagnef)
- Флуда (Floda)
- Юрму (Djurmo)
- Бесна (Bäsna)
- Б'єрбу (Björbo)
- Сіффербу (Sifferbo)

## Галерея

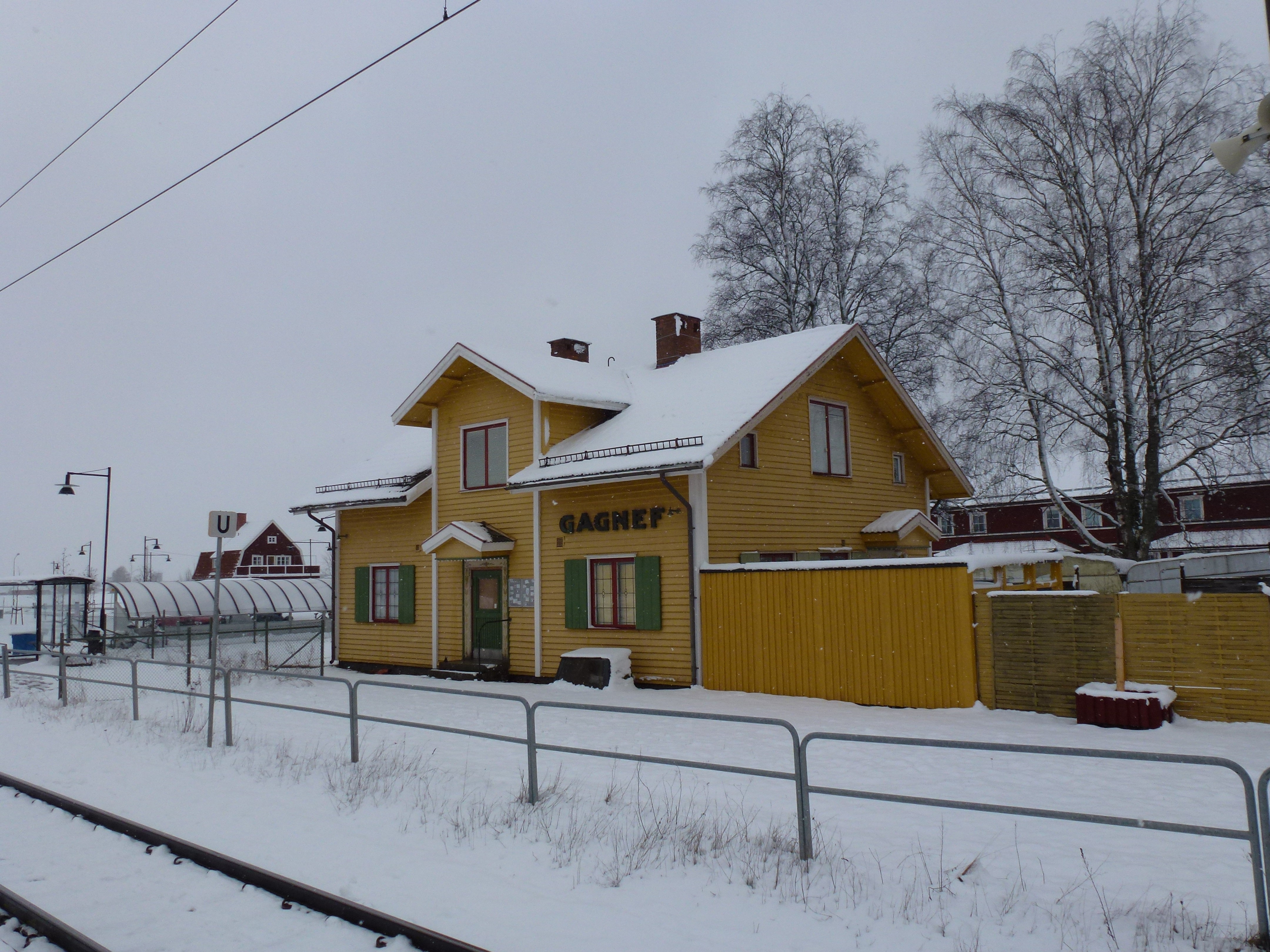
Залізнична станція Гагнеф
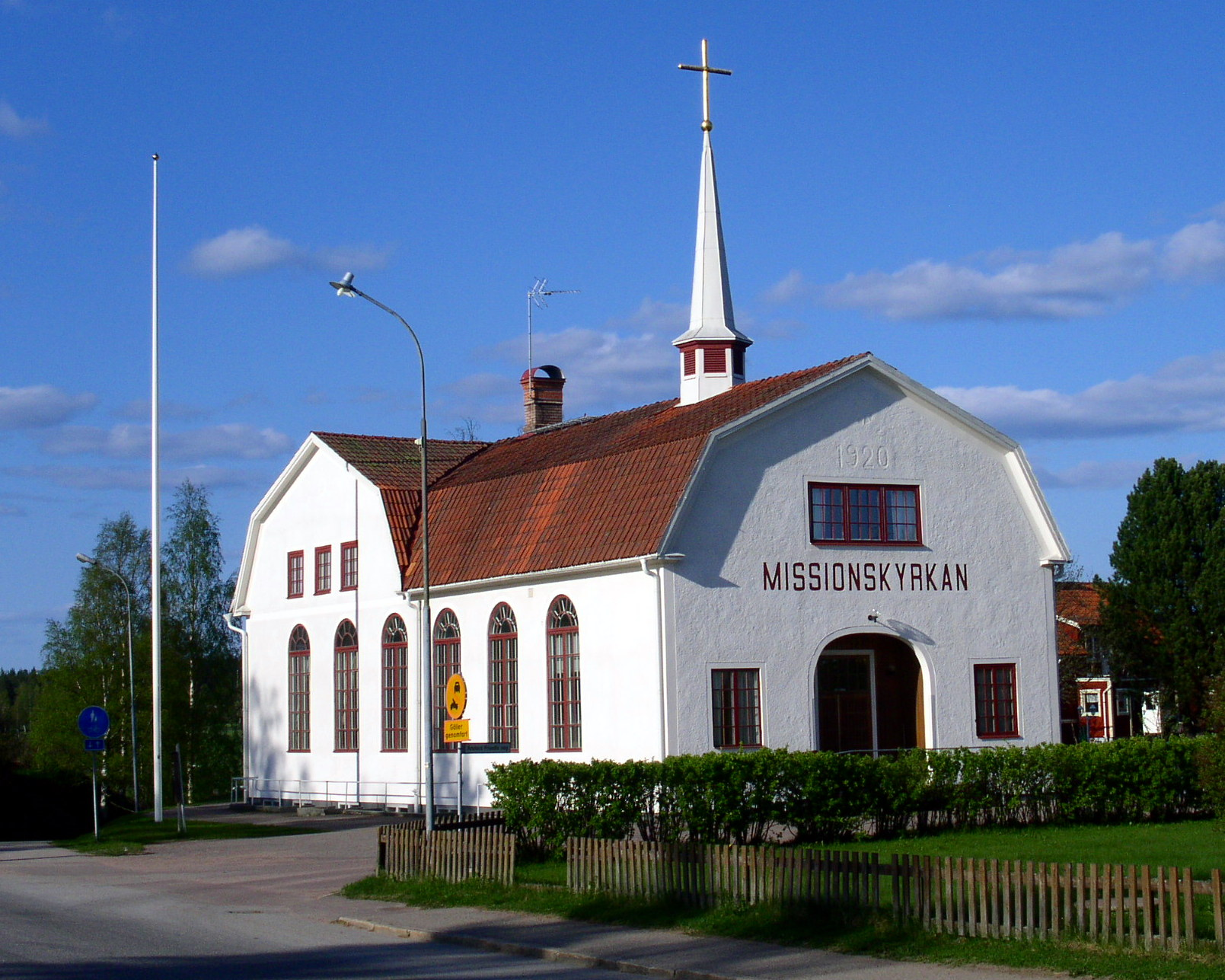
Церква (Мукф'єрд)
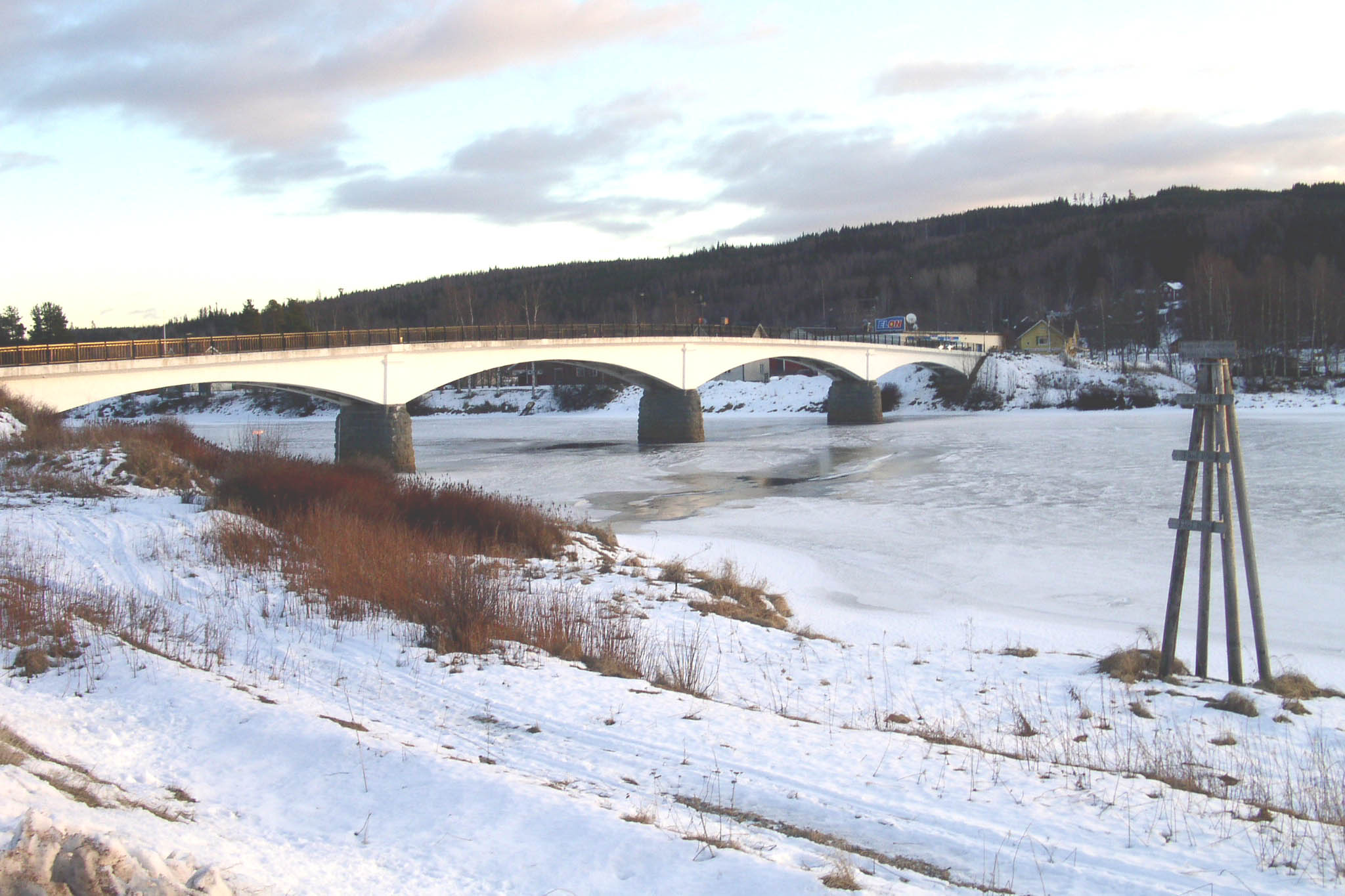
Старий міст у Б'єрбу
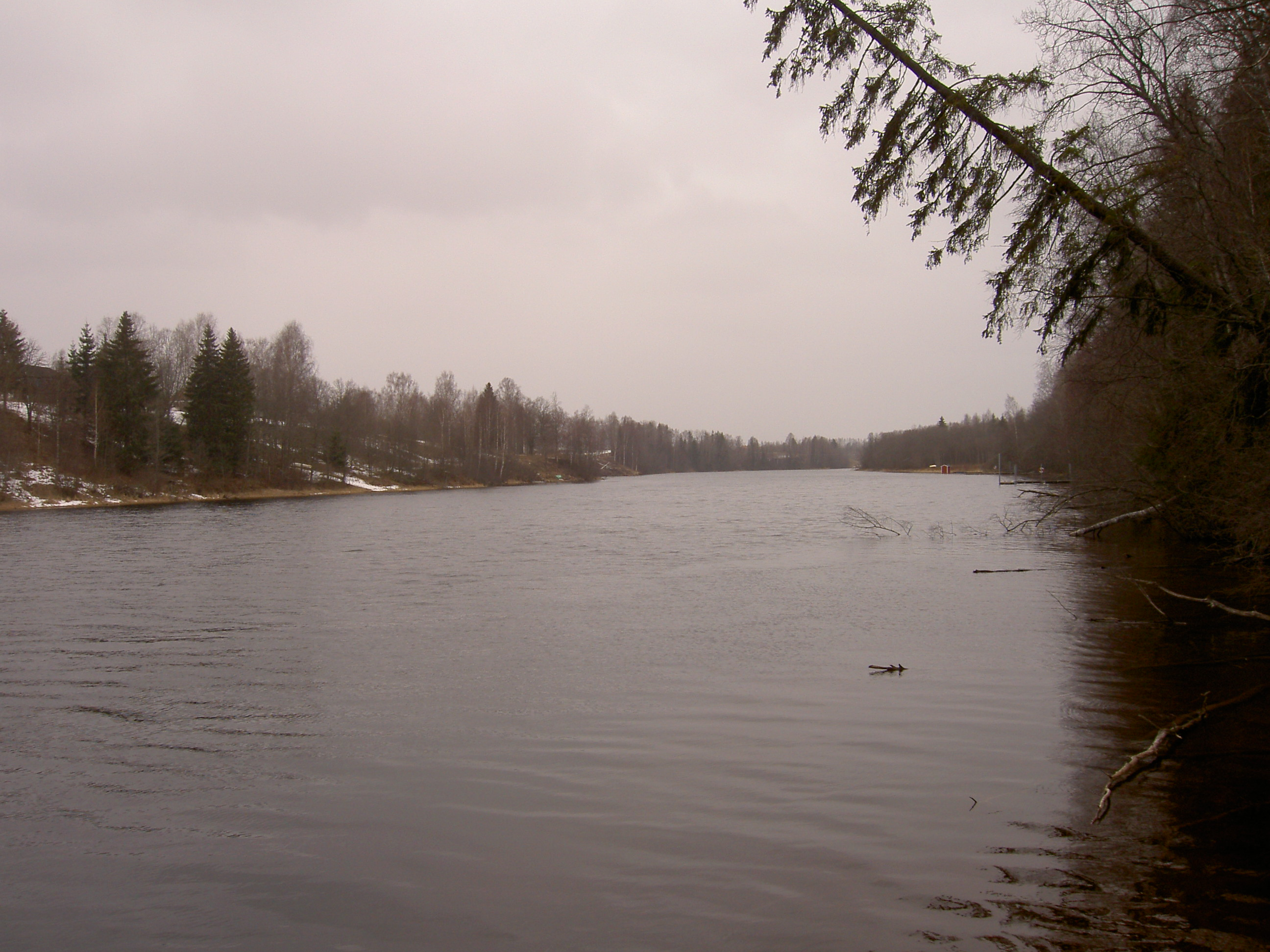
Річка Естердальельвен

## Виноски
1. ↑  Folkmangd i riket, lan och kommuner (шв.) . Центральне бюро статистики Швеції. Архів оригіналу за 20 серпня 2013. Процитовано 17 лютого 2013.